# Santo Sepolcro

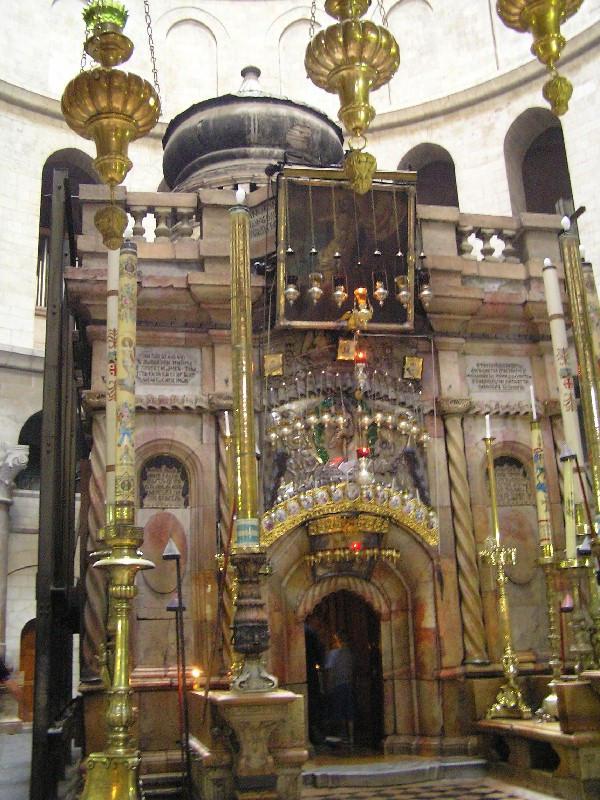
Edicola con all'interno il Santo Sepolcro.

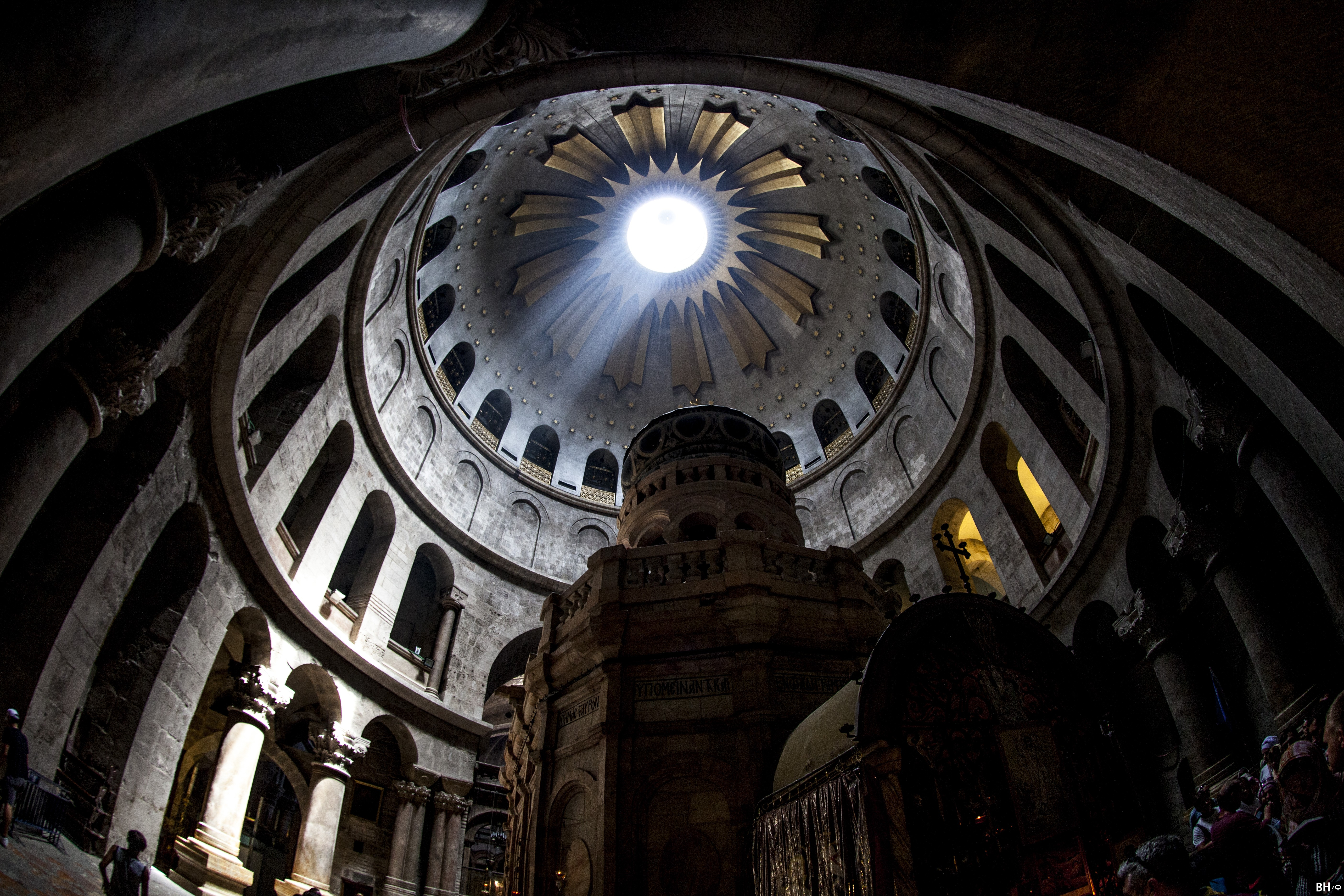
Visuale Edicola e Chiesa Santo Sepolcro

Il Santo Sepolcro è, secondo la tradizione cristiana, la tomba dove furono depositate le spoglie mortali di Gesù Cristo dopo la crocifissione. Oggi il luogo è inglobato nella Basilica del Santo Sepolcro, a Gerusalemme, ed è meta di pellegrinaggi.

## Descrizione
Dai Vangeli sinottici si possono ricavare varie informazioni, sia esplicite che implicite, sulla natura, l'ubicazione e l'uso per il quale era stato inizialmente costruito il Santo Sepolcro. La tomba era stata fatta scavare nella roccia da Giuseppe D'Arimatea, ricco membro del sinedrio che era segretamente discepolo di Gesù e che si era opposto alla sua crocifissione. Questo sepolcro, in cui non era mai stato sepolto nessuno, aveva vicino ad esso una grossa pietra di forma rotonda che aveva lo scopo di chiuderne l'ingresso.
Nel Vangelo di Giovanni, il Santo Sepolcro è espressamente ubicato vicino a dove venne crocifisso Gesù, all'esterno delle mura cittadine. Dai Vangeli si deduce che il Santo Sepolcro era stato fatto scavare probabilmente con lo scopo di conservare le spoglie del proprietario, Giuseppe D'Arimatea, o quelle di un parente a lui molto vicino. Ma il tragico evolversi degli eventi che portarono alla morte di Gesù sul Golgota colpì talmente Giuseppe da convincerlo a farvi seppellire il suo maestro.
Egli andò da Ponzio Pilato a chiedere il corpo di Gesù. Con questo gesto rese pubblica la sua fede, scelta coraggiosa essendo lui un membro del sinedrio, l'organo politico che ne aveva chiesto la condanna a morte. Il governatore acconsentì; successivamente Giuseppe D'Arimatea comprò il lenzuolo in cui venne avvolto il corpo di Gesù. Maria di Magdala e Maria di Cleofa furono le testimoni della deposizione di Gesù nel sepolcro. Loro stesse tornarono la domenica mattina successiva nella tomba di Gesù per cospargere il defunto con olii profumati ma, trovando la pietra rotolata e il sepolcro vuoto, corsero dagli apostoli a riferire quello che avevano visto. A questo punto anche gli apostoli Pietro e Giovanni corsero al sepolcro e lo trovarono come lo avevano descritto le donne.
Nel 1099 dopo la Presa di Gerusalemme, Re Baldovino fece incidere sopra la porta del Santo Sepolcro: “Praepotens Genuensium Praesidium”, a ricordo della incredibile impresa dei Genovesi nella conquista della Città Santa.
Dal 1192, anno della vittoria di Saladino sui cristiani della Terza crociata, la custodia della chiave che apre la porta principale del Santo Sepolcro è affidata ai discendenti di una famiglia palestinese di arabi musulmani.
Lo Status Quo del 1852 ha confermato questa antica tradizione.

## Storia del Santo Sepolcro

### Cronologia
- 135 - Il Santo Sepolcro rimase praticamente immutato fino al 135 quando l'imperatore Adriano, dopo aver sedato la rivolta di Simon Bar Kokheba, distrusse Gerusalemme e decise di trasformarla in una colonia romana. Fece anche costruire sopra i luoghi sacri della passione di Cristo dei templi pagani.
- 325 - Dopo il concilio di Nicea l'imperatore Costantino I ordinò l'edificazione di una chiesa nei luoghi della passione di Gesù. L'anno successivo Elena, la madre di Costantino, dopo aver fatto abbattere i templi pagani, scoprì il Santo Sepolcro e gli altri luoghi della passione di Gesù.
- 335 - Consacrazione dell'Anastasis, chiesa sorta nel luogo del Santo Sepolcro e facente parte di un complesso di tre chiese posizionate nei luoghi della passione di Gesù. All'interno di essa la pietra è stata scavata e il Santo Sepolcro è stato circondato da una edicola (in latino aediculum, piccolo edificio).
- 614 - Gerusalemme venne occupata dal re persiano Cosroe II di Persia e la basilica venne incendiata.
- 629 - Gerusalemme venne riconquistata da parte dell'imperatore Bizantino Eraclio I; ha inizio il restauro della Basilica.
- 637 - Gerusalemme venne invasa dal califfo 'Omar ibn al-Khattāb, i luoghi cristiani non vengono distrutti.
- 966 - Incendio dell''Anastasis da parte del governatore musulmano.
- 1009 - Distruzione completa della basilica da parte del califfo/Imam fatimide al-Hakim bi-Amr Allah.
- 1014 - Avvio della ricostruzione della basilica da parte della madre del califfo/Imam al-Hakim bi-Amr Allah, che era cristiana.
- 1048 - Conclusione del restauro.
- 1099 - Gerusalemme venne conquistata da parte dei crociati; ristrutturazione in stile romanico della basilica.
- 1555 - Ristrutturazione della basilica da parte dei francescani.
- 1808 - Un incendio distrusse quasi completamente la basilica. Il Santo Sepolcro all'interno dell'edicola rimase illeso.
- 1810 - Ricostruzione della cupola dell'Anastasis, ristrutturazione della parte esterna dell'edicola.
- 1959 - Restauro generale della basilica.
- 2016 - Ritrovamento della pietra del sepolcro originario, forse quello di Gesù, durante i lavori di restauro dell'edicola.

### Il Santo Sepolcro oggi
Dentro l'attuale edicola è conservato ciò che rimane del Santo Sepolcro dopo la distruzione da parte del califfo-imam fatimide Al-Hakim, avvenuta nel 1009. All'interno vi sono due locali. Il primo che si incontra entrando è detto Cappella dell'Angelo, il locale più ampio; al suo centro, sopra una piccola colonna, è custodito quello che sarebbe il pezzo originario della pietra rotonda che chiudeva il sepolcro. Al secondo locale si accede attraverso una piccola porta: è questo il Santo Sepolcro vero e proprio che venne chiuso dalla pietra. All'interno si può vedere, ricoperto da una lastra di marmo, il banco di roccia su cui sarebbe stato posto il corpo di Gesù Cristo.

## Visite papali al Santo Sepolcro
A parte Simon Pietro, che visse a Gerusalemme prima di recarsi a Roma, per quasi duemila anni nessun pontefice romano visitò il Santo Sepolcro. Da allora sono solo quattro i papi che lo hanno fatto. 
- Il primo fu Paolo VI che il 4 gennaio 1964, dopo esser atterrato in aereo all'aeroporto di Amman, si diresse in automobile fino a Gerusalemme e quindi al Santo Sepolcro. Qui recitò una preghiera che ebbe allora un grande impatto fra i credenti[16];
- Successivamente vi si recò Giovanni Paolo II in occasione del giubileo dell'anno 2000. Il pontefice celebrò una messa nel luogo santo il 26 marzo[17], a conclusione di un viaggio all'insegna della ricerca del dialogo con la religione ebraica.
- Benedetto XVI nella giornata di venerdì 15 maggio 2009 visitò il Santo Sepolcro. Durante la visita pronunciò un discorso[18] in cui definì questa tomba il luogo dove il Signore "ha vinto l'aculeo della morte e aperto il regno dei cieli ad ogni credente”.
- Papa Francesco il 25 maggio 2014 ha visitato il Santo Sepolcro durante la sua visita in Terra Santa.